# 鳥生将大
鳥生 将大（とりゅう まさひろ、1983年10月30日 - ）は、日本の男性元総合格闘家。大阪府泉南郡出身。パンクラスism所属。

## 来歴
大学時代にP's LAB大阪に通いアマチュアとして好成績を収め、2006年5月26日の第21回パンクラス入門テストに合格し、パンクラスism練習生となった。
2006年12月10日、パンクラスデビュー戦で鶴巻伸洋と対戦し、左ストレートでKO勝ちを収めた。
2008年10月26日、パンクラスでウェルター級暫定王者の和田拓也とノンタイトル戦で対戦し、0-1の判定で引き分けた。
2008年12月7日、ウェルター級キング・オブ・パンクラス決定戦で和田拓也と再戦し、0-3の判定負けを喫し王座獲得に失敗した。
2009年1月18日、パンクラス「第7回プロ・アマオープンキャッチレスリングトーナメント」80kg級に出場。決勝で芹沢健一にアームロックで一本勝ちし、優勝した。
2009年4月5日、パンクラスで梁正基と対戦、1ラウンド4分過ぎに梁の打撃でTKO負けとなったものの、反則であるローブロー後の攻撃があったとして無効試合となった。
2010年7月4日、SRC初出場となったSRC ASIA vol.1でノア・ヴィラヌエバと対戦し、アキレス腱固めで一本勝ちを収めた。
2010年9月5日、パンクラスで「2010鳥生三番勝負第一弾」として修斗環太平洋ミドル級8位の山崎昭博と対戦し、左ハイキックでKO勝ちを収めた。11月3日、「2010鳥生三番勝負第二弾」として窪田幸生と対戦し、0-0の判定ドロー。12月5日、「2010鳥生三番勝負第三弾」としてKEI山宮と対戦し、左ハイキックでKO勝ち。三番勝負を2勝1分で終えた。
2011年7月31日、パンクラスで久米鷹介と対戦し、チョークスリーパーで一本負けを喫した。
2013年6月30日、PANCRASE 248にてパンクラスismの金井一朗と引退セレモニーを行った。

## 戦績

### プロ総合格闘技
| 総合格闘技 戦績 | 総合格闘技 戦績 | 総合格闘技 戦績 | 総合格闘技 戦績 | 総合格闘技 戦績 | 総合格闘技 戦績 | 総合格闘技 戦績 |
| --------------- | --------------- | --------------- | --------------- | --------------- | --------------- | --------------- |
| 30 試合         | (T)KO           | 一本            | 判定            | その他          | 引き分け        | 無効試合        |
| 11 勝           | 6               | 2               | 3               | 0               | 9               | 1               |
| 9 敗            | 4               | 1               | 4               | 0               | 9               | 1               |

| 勝敗 | 対戦相手               | 試合結果                      | 大会名                                                                    | 開催年月日     |
| ×    | ナム・ウィチョル       | 1R 1:32 KO（パウンド）        | ROAD FC 9: Beatdown 【ライト級王座決定トーナメント 1回戦】                | 2012年9月15日  |
| △    | 網潤太郎               | 5分2R終了 判定0-0             | PANCRASE 2012 PROGRESS TOUR                                               | 2012年3月11日  |
| △    | 田村ヒビキ             | 5分2R終了 判定1-0             | PANCRASE 2011 IMPRESSIVE TOUR                                             | 2011年11月27日 |
| ×    | 久米鷹介               | 1R 1:44 チョークスリーパー    | PANCRASE 2011 IMPRESSIVE TOUR                                             | 2011年7月31日  |
| △    | 長岡弘樹               | 5分3R終了 判定0-0             | PANCRASE 2011 IMPRESSIVE TOUR                                             | 2011年5月3日   |
| ×    | 石川英司               | 5分3R終了 判定0-2             | PANCRASE 2011 IMPRESSIVE TOUR                                             | 2011年2月6日   |
| ○    | KEI山宮                | 1R 4:51 KO（左ハイキック）    | PANCRASE 2010 PASSION TOUR                                                | 2010年12月5日  |
| △    | 窪田幸生               | 5分2R終了 判定0-0             | PANCRASE 2010 PASSION TOUR                                                | 2010年11月3日  |
| ○    | 山崎昭博               | 3R 0:40 KO（左ハイキック）    | PANCRASE 2010 PASSION TOUR                                                | 2010年9月5日   |
| ○    | ノア・ヴィラヌエバ     | 1R 2:54 アキレス腱固め        | SRC ASIA vol.1                                                            | 2010年7月4日   |
| ×    | 枝折優士               | 1R 0:29 KO（スタンドパンチ）  | PANCRASE 2010 PASSION TOUR                                                | 2010年3月22日  |
| △    | 窪田幸生               | 5分2R終了 判定1-0             | PANCRASE 2009 CHANGING TOUR                                               | 2009年8月8日   |
| ―    | 梁正基                 | 1R 4:40 無効試合              | PANCRASE 2009 CHANGING TOUR                                               | 2009年4月5日   |
| ×    | 和田拓也               | 5分3R終了 判定0-3             | PANCRASE 2008 SHINING TOUR 【ウェルター級キング・オブ・パンクラス決定戦】 | 2008年12月7日  |
| △    | 和田拓也               | 5分2R終了 判定0-1             | PANCRASE 2008 SHINING TOUR                                                | 2008年10月26日 |
| ○    | 岩見谷智義             | 5分2R終了 判定2-0             | PANCRASE 2008 SHINING TOUR                                                | 2008年8月27日  |
| ○    | 森川修次               | 1R 3:36 フロントチョーク      | PANCRASE 2008 SHINING TOUR                                                | 2008年5月25日  |
| △    | 佐藤豪則               | 5分2R終了 判定0-0             | PANCRASE 2008 SHINING TOUR                                                | 2008年3月26日  |
| ×    | ガジエフ・アワウディン | 1R 0:57 TKO（マウントパンチ） | PANCRASE 2007 RISING TOUR                                                 | 2007年12月22日 |
| △    | 圭太郎                 | 5分2R終了 判定1-1             | CAGE FORCE EX -eastern bound-                                             | 2007年11月11日 |
| ○    | 北浦徳之               | 5分2R終了 判定3-0             | PANCRASE 2007 RISING TOUR                                                 | 2007年9月30日  |
| △    | 島川敦行               | 5分2R終了 判定0-0             | DEEP 30 IMPACT                                                            | 2007年7月8日   |
| ×    | 岩見谷智義             | 5分2R終了 判定0-3             | PANCRASE 2007 RISING TOUR 【ネオブラッド・トーナメント ミドル級 準決勝】  | 2007年5月6日   |
| ○    | ストラッサー起一       | 5分2R終了 判定2-0             | PANCRASE 2007 RISING TOUR                                                 | 2007年2月4日   |
| ○    | 鶴巻伸洋               | 1R 1:16 KO（左ストレート）    | PANCRASE 2006 BLOW TOUR                                                   | 2006年12月10日 |
| ○    | 篠崎勝雄               | 1R 4:08 TKO（マウントパンチ） | RR                                                                        | 2006年2月19日  |
| ×    | 島川敦行               | 1R TKO                        | RR                                                                        | 2005年12月23日 |

### アマチュア総合格闘技
| 勝敗 | 対戦相手 | 試合結果                   | 大会名                                                                                                 | 開催年月日    |
| ○    | 国本起一 | 1R 0:05 KO（右ハイキック） | PANCRASE 2006 BLOW TOUR（パンクラスゲート） 【P's LAB大阪 vs. コブラ会 3対3対抗戦 大将戦】             | 2006年3月19日 |
| ×    | 三原秀美 | 5分2R終了 判定0-3          | PANCRASE 2005 SPIRAL TOUR（パンクラスゲート） 【ミドル級プロフェッショナル昇格1DAYトーナメント 1回戦】 | 2005年9月4日  |
| ○    | 濱口憲彦 | 1R 0:10 KO（パンチ）       | PANCRASE 2005 SPIRAL TOUR（パンクラスゲート）                                                          | 2005年4月10日 |

## 獲得タイトル
- レスリング大阪府国体最終予選大会 成年の部84kg級 優勝（2004年）
- レスリング大阪府民体育大会 優勝（2005年）
- レスリング西日本学生レスリング選手権大会 フリースタイル84kg級 3位（2005年）
- パンクラス 第7回プロ・アマオープン・キャッチレスリングトーナメント 80kg未満級 優勝（2009年）